# Adigosid
Adigosid ist ein Herzglycosid. Das Aglycon leitet sich als Cardenolid von einer Steranstruktur mit einem Crotonolacton ab.

## Vorkommen
Adigosid kommt in den Samen des Oleanders (Nerium oleander) vor. Es wird aber auch von der Käferart Caenocoris nerii sequestriert und kommt dort sowohl in den Imagines als auch in Eiern und Larven vor.

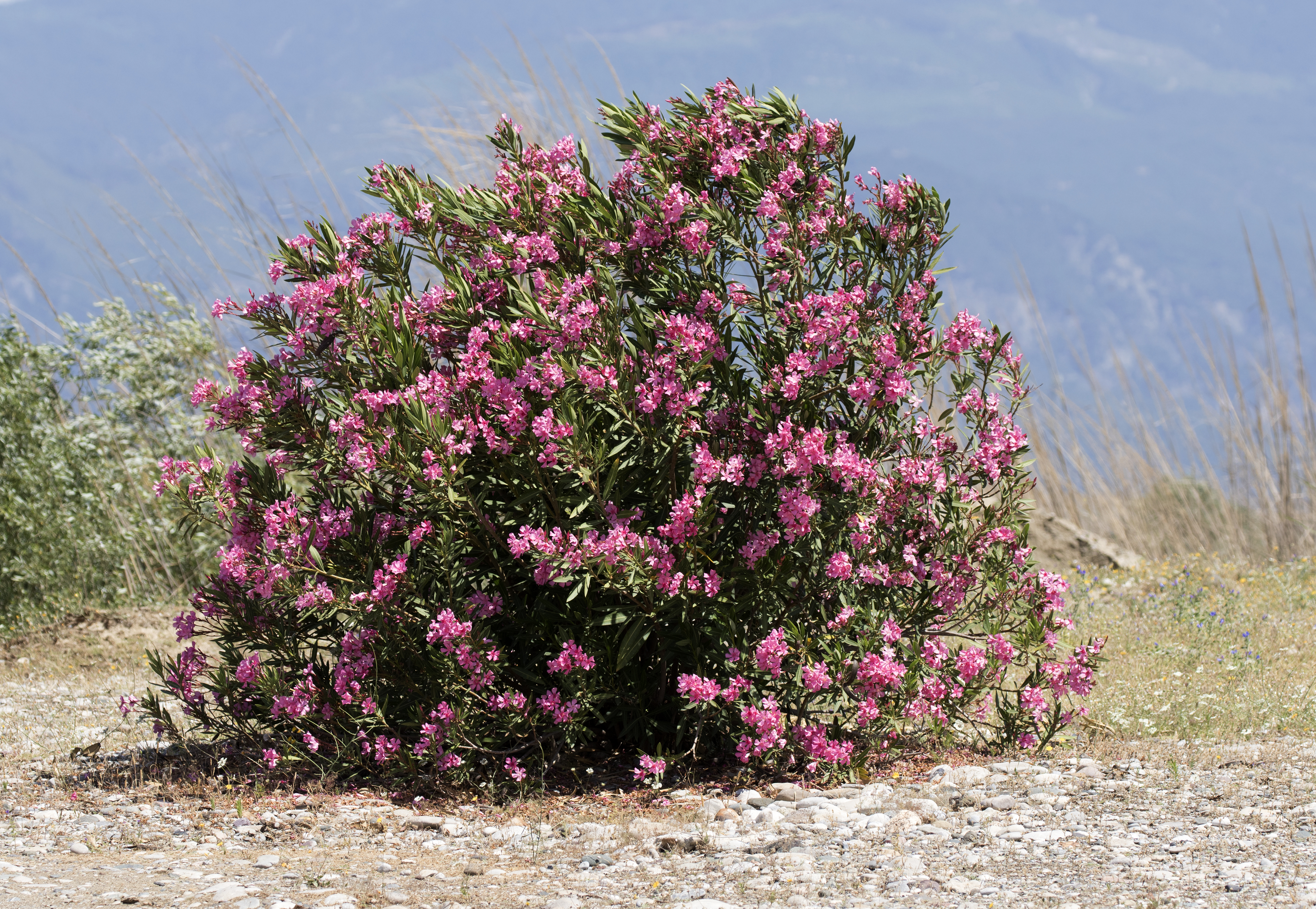
Oleander
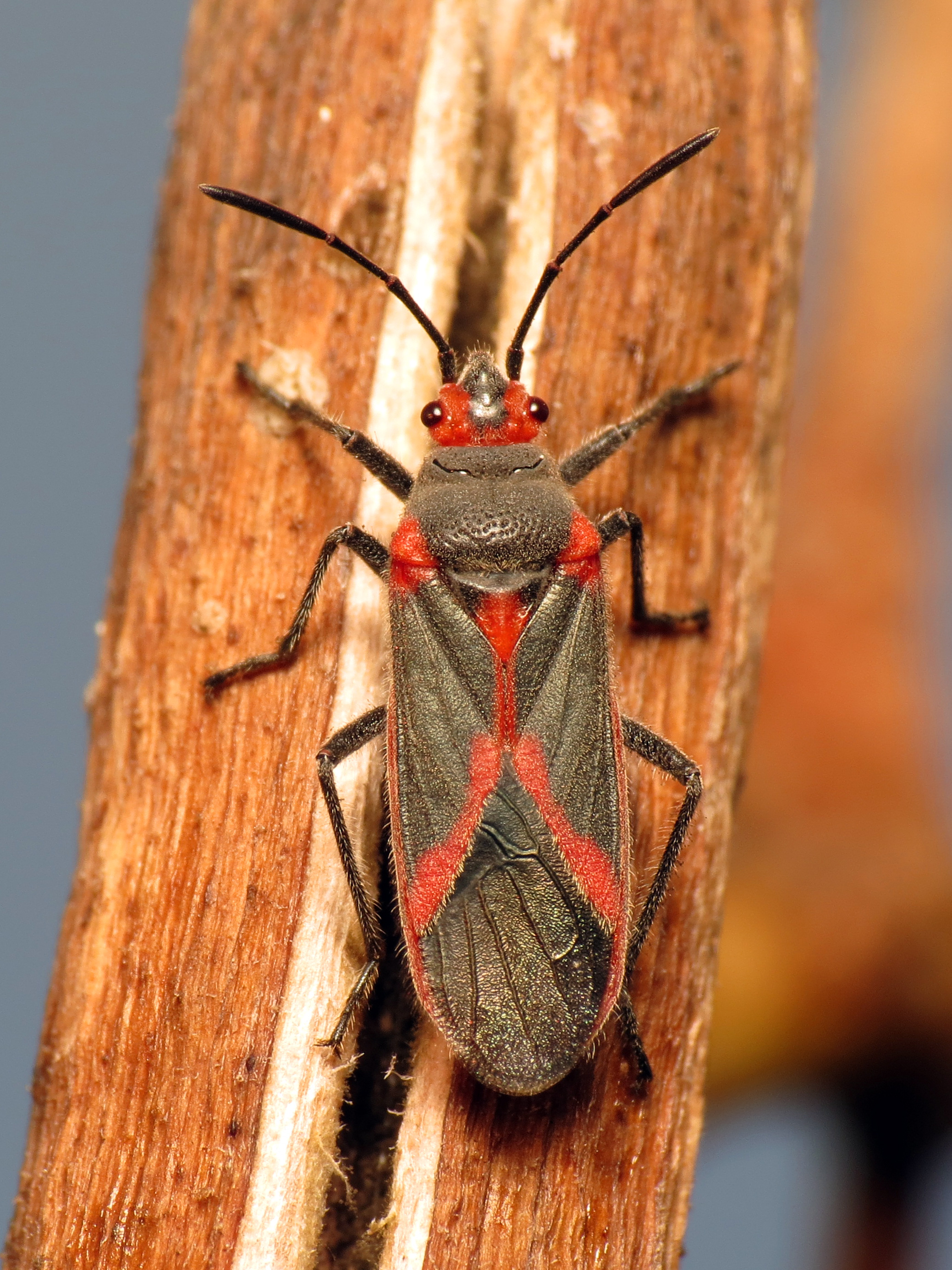
Caenocoris nerii

## Eigenschaften
Als Herzglycosid beeinflusst Adigosid den Herzschlag, die Wirkung ist im Vergleich zu anderen Herzglycosiden aber deutlich schwächer ausgeprägt.